# Баларюк-ле-Бен
Баларюк-ле-Бен (фр. Balaruc-les-Bains) — коммуна в департаменте Эро, региона Лангедок — Руссильон на юге Франции. Бальнеологический курорт.
Население — 6868 жителей (2010).
Город расположен на берегу озера То, на расстоянии около 610 км на юг от Парижа, 25 км юго-западнее от административного центра региона Лангедок — Руссильон и департамента Эро — г. Монпелье.
В районе города имеются целебные воды. Горячие источники Баларюк-ле-Бена, температурой около 50°С, содержащие хлористый и бромистый натрий, сернокислую и углекислую известь, были известны ещё римлянам и употребляются для питья и ванн при лечении паралича, хронического ревматизма и др. заболеваний.

## Известные уроженцы и жители
- Жозеф-Мишель Монгольфье (1740—1810), изобретатель воздушного шара.